# Half Guard

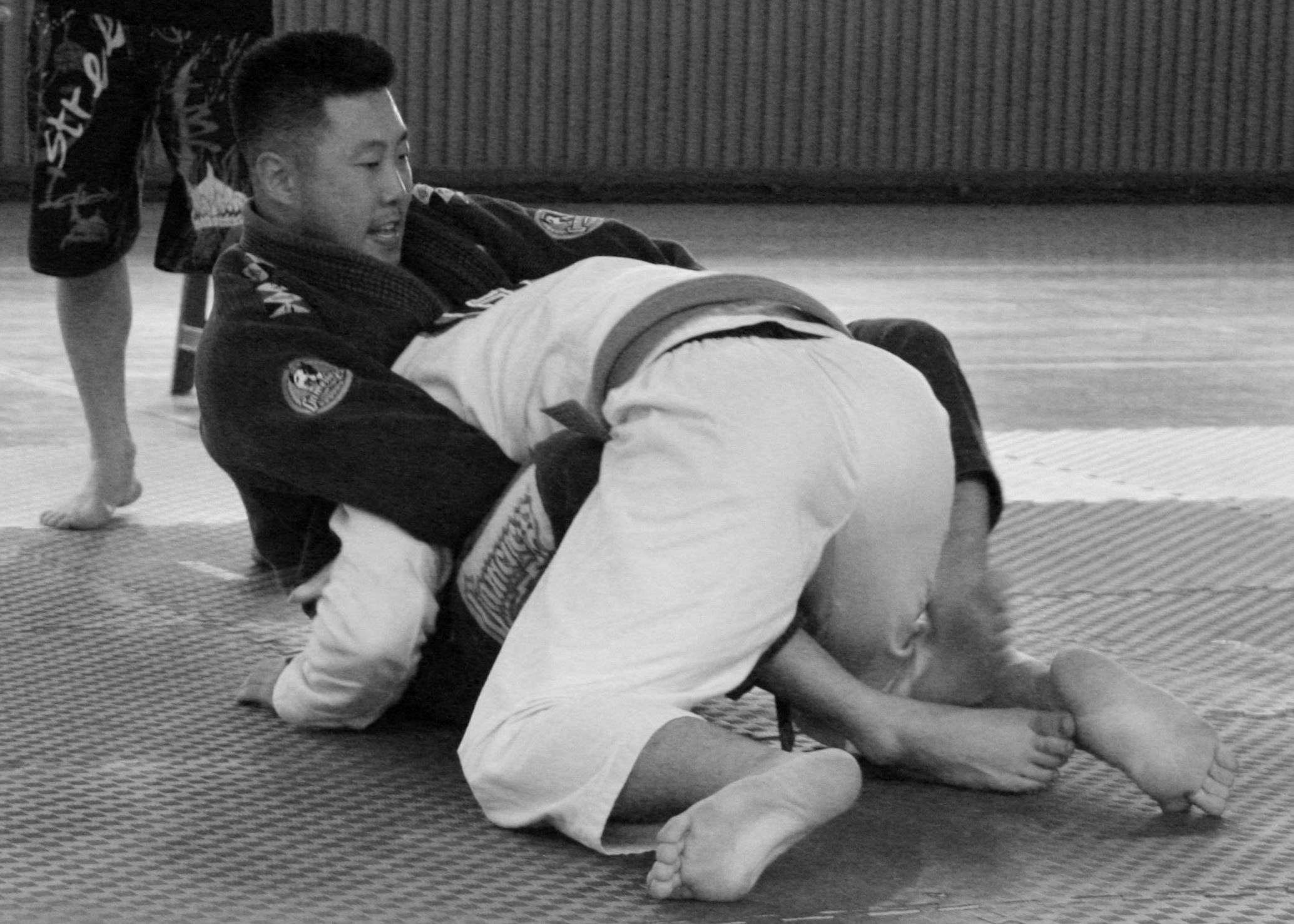
Bottom Half Guard (von unten ausgeführt)

Die Half Guard, auch bekannt als Half Mount, ist eine Position im Grappling, bei welcher ein Kämpfer auf dem anderen liegt.
Dabei blockiert je nach Situation entweder der obere Kämpfer ein Bein des unteren, indem er es mit beiden Beinen festklammert (Top Half Guard) oder der am Boden liegende Kämpfer blockiert das Bein des oberen (Bottom Half Guard). Eine Half Guard kann also sowohl von oben als auch von unten ausgeführt werden. Manchmal spricht man daher auch von einer Half Mount, wenn der obere Kämpfer kontrolliert.
Im Wrestling wird die Half Mount Turk Ride genannt. Die Half Guard ist eine Zwischenposition zwischen Full Guard und Side Control (unten) bzw. Full Mount und Side Control (oben).
Aus der Half Guard können weitere Schritte wie Sweeps, Transitions oder Submissions eingeleitet werden.

## Variationen

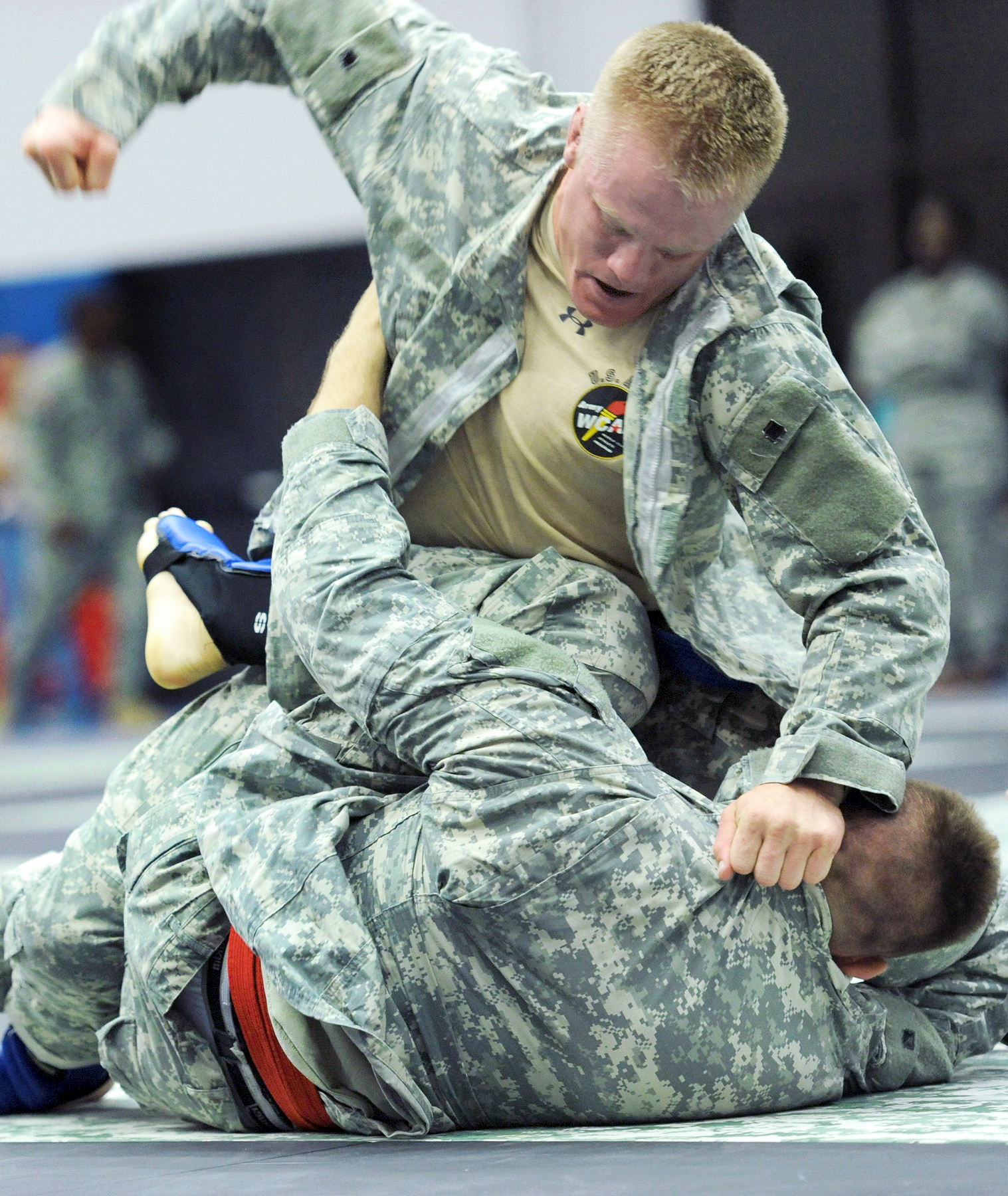
Ein Kämpfer setzt den „Knee Shield“ ein

### Lockdown
Der Lockdown (In Judo als auch bekannt als niju garami) ist eine Variante der Half Guard, bei welcher der Angreifer neben den Beinen des Weiteren die Füße blockiert. Dadurch kann er noch mehr Druck ausüben und den Gegner zu Fehlhandlungen verleiten.
So entsteht eine noch größere Chance zu einem Sweep oder einer Submission.

### Z-Guard
Die Z guard – auch bekannt als 93 Guard ist eine Position, bei welcher der Kämpfer die Innenschenkel des Gegners mit den Knien zusammenklammert. Diese Position ist eng verwandt mit dem sog. „Knee shield“. Bei diesem geht es jedoch in erster Linie darum, den Gegner auf Distanz zu halten.

### Knee Shield
Der Knee Shield blockiert den Gegner und ermöglicht gleichzeitig weitestgehende Bewegungsfreiheit. Diese Technik wird eingesetzt, wenn der Gegner Druck ausübt. Der Nachteil besteht darin, dass der Gegner sich nicht hinten wegbewegen kann. Dies wird durch Festhalten der Handgelenke oder des Ärmels (beim Kampf mit GI) verhindert.

### Deep Half Guard
Die Deep Half Guard ist eine besondere Variante, bei welcher das Bein des Gegners über die Schulter gehebelt wird. Diese Position eignet sich besonders für kleine Menschen, deren Ziel es ist, unter dem Gegner durchzutauchen und seinen Rücken zu attackieren.